# Portretul lui Charles Baudelaire
Portretul lui Charles Baudelaire este o pictură în ulei pe pânză realizată de Gustave Courbet în 1840, aflată în prezent în colecția Musée Fabre din Montpellier, Franța. Artistul însuși a dat-o în 1840, dar se pare că a fost pictată în mare parte în jurul anului 1847, an în care poetul și pictorul s-au întâlnit frecvent. A fost prezentată în Pavilionul Courbet la Expoziția Universală din 1855 și a fost cumpărată patru ani mai târziu de editorul Auguste Poulet-Malassis, care apoi a vândut-o lui Charles Asselineau la 15 iunie 1862 pentru a preveni confiscarea ei. Alfred Bruyas a achiziționat-o cu 3000 de franci și în 1876 a dat-o Musée Fabre din Montpellier.

## Descriere
Acest tablou îl reprezintă pe Charles Baudelaire în vârstă de 26 de ani. În 1848, Gustave Courbet a pictat Portretul lui Baudelaire. Îl prezintîă pe prietenul său poet, tânăr pe atunci, în vârstă de 26 de ani; este reprezentat în acest tablou drept „poetul blestemat”. Acest tablou este pictat într-un moment în care Baudelaire era necunoscut. Baudelaire este reprezentat în centru, în plină reflecție și inspirație. Courbet reprezintă elementele clasice ale scriitorilor cu pană și cărți. Culorile sunt sumbre dar lumina accentuează decorul și nu Baudelaire, care creează o paralelă cu Splina si Idealul.
1. ↑  Musée Fabre